# Norra Lapplands kontrakt
Norra Lapplands kontrakt var ett kontrakt inom Svenska kyrkan i Luleå stift. Kontraktet upplöstes 1 januari 2017 då en församling, Jokkmokks församling, överfördes till Lule kontrakt medan övriga församlingar överfördes till det genom namnändring nybildade Norra Norrbottens kontrakt.
Kontraktskoden är 1112.

## Administrativ historik
Kontraktet bildades med namnet Jukkasjärvi kontrakt 1962 av Lappmarkens tredje kontrakt med
- Jukkasjärvi församling
- Karesuando församling
- Vittangi församling
- Gällivare församling

Samtidigt bildades
- Hakkas församling som 2010 uppgick i Gällivare församling
- Nilivaara församling som 2010 uppgick i Gällivare församling
- Malmbergets församling

2005 namnändrades kontraktet till Norra Lapplands kontrakt och från Lule-Jokkmokks kontrakt tillfördes
- Jokkmokks församling
- Porjus församling som 2006 uppgick i Jokkmokks församling
- Vuollerims församling som 2006 uppgick i Jokkmokks församling

## Kontraktsprostar
| Ämbetstid | Namn              | Levnadstid | Övrigt                             |
| --------- | ----------------- | ---------- | ---------------------------------- |
| 1962–1963 | Gottfrid Nordlund | 1905–1991  | Kyrkoherde i Gällivare församling. |